# Justinià II Rinotmet
Justinià II de sobrenom Rinotmet (Ῥινότμητος, Rhinotmetus, 'El del nas tallat') fou emperador romà d'Orient del 685 al 695 i del 704 al 711. Fou el darrer emperador de la casa d'Heracli i el primer que va posar la imatge de Crist a les seves monedes. Es va proposar restaurar l'esplendor que l'imperi havia tingut en els temps antics, però per fer-ho li va mancar el tacte i el saber fer del seu pare. Les seves decisions van generar una forta oposició que va causar el seu destronament. Ajudat pels búlgars i eslaus va recuperar el tron, aquesta vegada governant de forma encara més despòtica, cosa que va provocar una segona revolta popular, la seva mort i la del seu fill.

## Ascens al poder
Nascut el 669, era fill de l'emperador Constantí IV anomenat Pogonat i de la seva esposa Anastàsia. El seu pare el va nomenar coemperador el 681 a la mort dels seus oncles Heracli i Tiberi. El setembre del 685 quan tenia només 16 anys, va succeir el seu pare.

## Relació amb altres nacions
Gràcies a les victòries del seu pare, Justinià va heretar un imperi estable en la seva relació amb els veïns de l'est. Un breu enfrontament armat amb els àrabs a Armènia, poc després de la seva coronació, li va servir d'excusa per augmentar la quantitat del tribut anual que els califes omeies havien de pagar. El nou tracte consistia a pagar diàriament a l'imperi mil peces d'or, un esclau i un cavall de pura sang, i l'Imperi cedia la meitat de les taxes d'Armènia, Ibèria i Xipre (que quedava sota ocupació conjunta); a més a més els mardaïtes cristians del Líban (maronites) s'abstindrien d'atacar els àrabs i si ho feien serien atacats per les forces imperials. Per fer obeir l'ordre fou enviat al Líban el general Lleonci, que va fer matar el cap mardaïta Joan i va obligar els mardaïtes a obeir, i a deu mil (o dotze mil) els va fer sortir de les muntanyes per establir-los a Tràcia i Armènia. Fins llavors els mardaïtes havien estat una barrera a l'expansió àrab a la zona i la seva eliminació va permetre als àrabs disposar de bases sòlides al Taure i Antitaure i per envair l'Àsia Menor. Els mardaïtes no van perdre la independència completament però d'altres tribus hostils àrabs es van establir als seus dominis. Alguns d'aquests mardaïtes es van establir a Xipre, cosa que va suposar la mà d'obra que li calia a Justinià per refer la flota i la seguretat de l'illa, que havia estat malmesa en anteriors conflictes.
Justinià va aprofitar la pau amb els veïns de l'est per guanyar territoris als Balcans, que era una zona majoritàriament governada per tribus eslaves. El 687 l'emperador va enviar tropes de cavalleria des d'Anatòlia cap a Tràcia. En una gran campanya militar (688-689), Justinià va derrotar els búlgars de Macedònia i tot seguit va entrar a Tessalònica, la segona ciutat romana d'Orient en importància del territori europeu. Els eslaus sotmesos van ser traslladats a Anatòlia, on es van establir i van proporcionar una força militar de 30.000 homes. Al mateix temps els àrabs van fer la seva quarta invasió d'Àfrica. Encoratjat per l'augment de les seves forces a Anatòlia, Justinià va reprendre la guerra contra els àrabs, va evitar la invasió àrab per la Mediterrània enviant forces a Sicília i fent-los retrocedir cap al seu lloc d'origen.
Amb l'ajuda de les seves noves tropes, Justinià va guanyar una batalla contra l'enemic a Armènia el 693, però aviat les seves tropes es van deixar subornar a la revolta pels àrabs. El resultat va ser que Justinià va ser derrotat amb facilitat en la batalla de Sebastòpolis, a causa de la deserció de la major part de les seves tropes eslaves, mentre que ell mateix es va veure obligat a fugir cap a la mar de Màrmara. Allà, segons el cronista Teòfanes el Confessor, va descarregar la seva frustració matant tants eslaus com va trobar a la rodalia d'Opsícion. Mentrestant, un patrici de nom Symbatius va encetar una rebel·lió a Armènia, i va obrir la província als àrabs, els quals van procedir a conquerir-la entre el 694 i el 695.

## El nou concepte d'emperador
Justinià va voler renovar el concepte d'emperador ajuntant dues funcions heretades de l'antic Imperi Romà: la de cònsol i la d'emperador. Això es pot notar en la imatge que apareix en les monedes del seu regnat, on se'l veu vestint el loros (λῶρος) el complement de la vestimenta típica dels cònsols, que feia un segle que no es veia en les monedes. Amb aquest gest volia donar a entendre que era emperador i cap d'Estat no només de facto sinó també de iure, és a dir l'amo del territori per herència i per llei.

## Economia
Justinià es dedicà als plaers. Feia construir edificis luxosos que comportaven grans despeses, entre els projectes que va emprendre hi havia: la creació del triklinos, una extensió del palau imperial, una font amb salts d'aigua decoratius situada a l'Augusteum, i una nova església dedicada a la Mare de Déu a Petrion. Per afrontar aquestes despeses va haver d'inventar noves taxes. Fou molt ben assistit per Esteve, el seu ministre de finances i mestre en saquejos, i Teodat el logoteta, que feia efectives les mesures recaptatòries del seu col·lega. Els qui no pagaven les taxes eren expulsats de casa seva, torturats o penjats; molta gent va haver de triar entre la seva propietat o la seva vida.

## Reorganització territorial
Justinià va contribuir al desenvolupament de l'organització territorial de l'imperi, creant el nou tema de l'Hèl·lade al sud de Grècia, que va afegir als temes més importants de Tràcia, més els d'Àsia Menor: Opsícion, el Tema dels Anatòlics i el Tema dels Armeníacs; i el cos marítim de carabisians va formar un tema administratiu. Justinià va voler protegir els drets dels pagesos lliures, (ja que servien com a principal font de reclutament per l'imperi) en relació als intents dels aristòcrates a adquirir les seves terres.

## Política religiosa
Va perseguir cruelment els maniqueus i milers en foren executats i els que es van salvar van haver de marxar a l'exili. La mateixa política va aplicar a tots els cristians que seguissin tradicions populars no ortodoxes, cosa que va provocar dissensions en l'Església. A finals del segle vii, església i emperador a l'Imperi Romà d'Orient recolzaven l'ús de les imatges religioses en el culte, i fins i tot Justinià II cap al 690 va encunyar la primera moneda amb la imatge de Jesus de Natzaret, obrint un conflicte per les imatges amb Abd-al-Màlik ibn Marwan.
El 692 Justinià va convocar el Concili de Trullo per tal de trobar el suport dels bisbes en la seva política religiosa. El concili va desenvolupar i clarificar les normes ja aprovades en el cinquè i sisè concilis ecumènics, però algunes diferències entre les pràctiques a l'Església Oriental i l'Occidental (com ara el matrimoni dels sacerdots o la tradició romana de fer dejú els dissabtes) van comprometre les bones relacions amb l'Església Romana. L'emperador va ordenar que el Papa Sergi I fos arrestat, però la milícia de Roma i de Ravenna es va rebel·lar i van fer costat al papa.

## Destronament

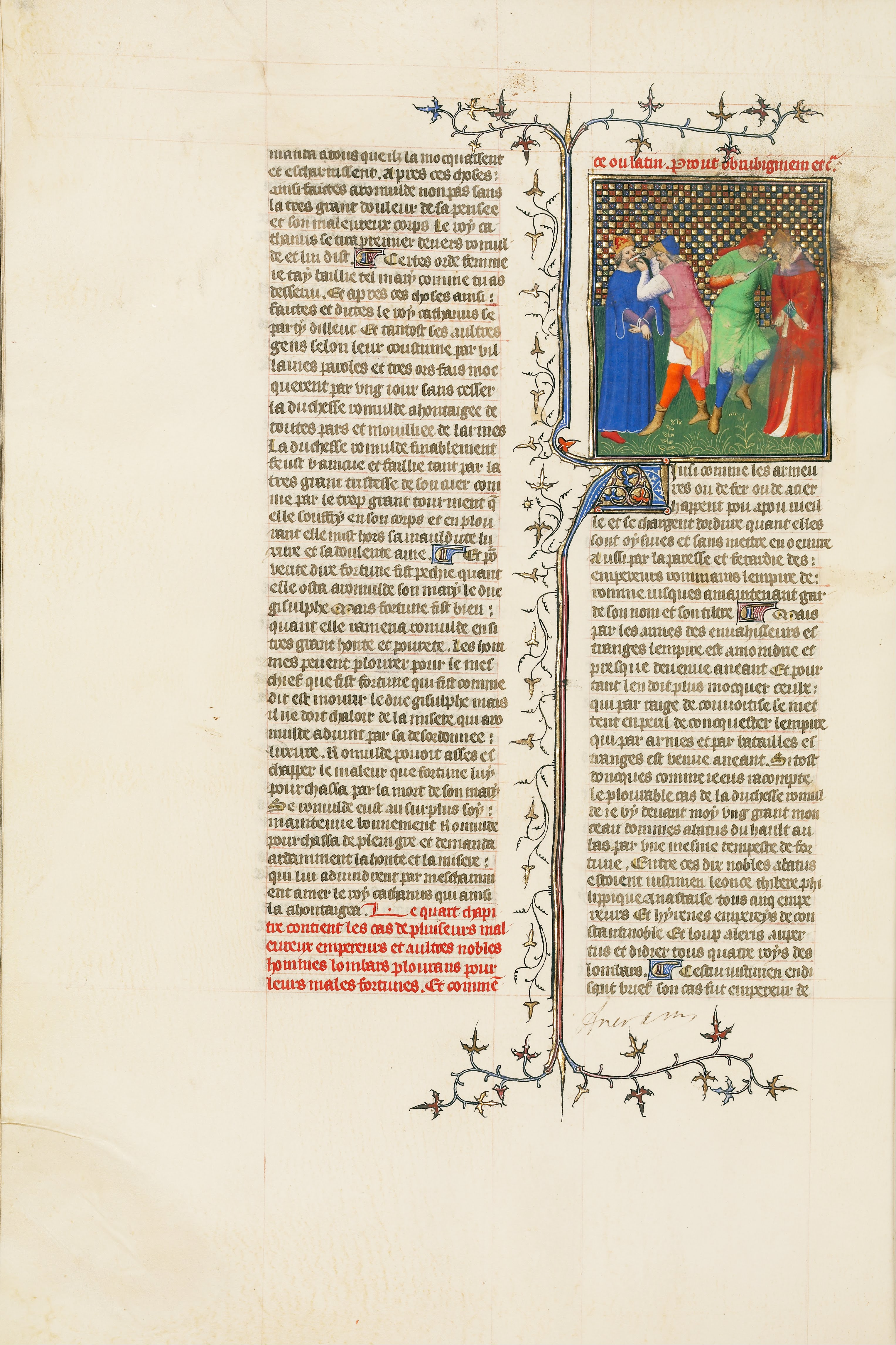
Dibuix que il·lustra com Justinià II va adquirir el sobrenom de Rinotmet amb càstig que li va infligir Lleonci.

La seva política territorial va fer que perdés el suport de l'aristocràcia i amb la política econòmica va perdre el suport de les classes pobres i les persecucions religioses no van ajudar a calmar els ànims. Tot plegat va provocar els primers símptomes de rebel·lió, i en un moment de fúria Justinià II va ordenar als soldats sortir al carrer i matar tot el que trobessin; abans que els soldats sortissin a executar l'ordre, alguns oficials van fer conèixer la notícia i el poble es va revoltar. El general Lleonci, enviat uns anys abans contra els maronites, havia esdevingut sospitós a la cort i havia estat empresonat tres anys al final dels quals l'emperador l'havia alliberat i l'hi havia donat el govern d'Hèl·lade. Just quan pujava a una galera per marxar a prendre possessió del càrrec, va esclatar la revolta, i una massa de gent feble es va dirigir a ell per suplicar que els salvés de la fúria imperial. Lleonci es va posar sense dubtar al costat del poble i va cridar: A Santa Sofia!. Els homes es van armar (o ja hi estaven) i el van seguir, la basílica fou rodejada i en poques hores la revolució va triomfar i Lleonci fou proclamat emperador. Justinià fou portat davant d'ell encadenat; el poble demanava el seu cap però Lleonci, recordant l'amabilitat del pare de Justinià, li va perdonar la vida i el va desterrar a Quersonès a Crimea, si bé li va fer tallar el nas i la llengua (695), amb el propòsit d'impedir-li accedir al tron una altra vegada. A partir de llavors Justinià portà un nas postís d'or i es feia entendre a través d'un interpret.
Lleonci II va regnar tres anys al final dels quals fou destronat per Tiberi III Absimar (698), el qual va regnar fins al 704.

## Acollit pels khàzars i búlgars
Mentrestant, Justinià a Quersonès s'havia guanyat l'hostilitat de tota la població. Els habitants, o més probablement un grup representatiu, va planejar matar-lo, i assabentat, Justinià es va escapar cap a la cort de Busiris, kan dels khàzars, on fou ben rebut.
Busiris va donar a Justinià una germana seva (coneguda sota el nom grec de Teodora) en matrimoni i li va donar també la ciutat de Fanagòria a l'illa de Taman al Bòsfor Cimmeri. Tiberi III se'n va assabentar i va subornar Busiris, el qual va enviar missatgers per matar el seu hoste, però Teodora va descobrir l'afer i el va comunicar al seu marit que va matar els dos missatgers. Després Justinià va retornar la seva dona a Busiris i va fugir a la cort de Tervel, rei dels búlgars.
Anant de camí cap al territori búlgar, quan es trobava en un vaixell a la mar Negra, entre la desembocadura del Dnièper i el Dnièster es va desfermar una tempesta. Un dels seus companys va demanar a Justinià que jurés, posant Déu per testimoni, que no cercaria revenja en els que l'havien deposat i així Déu els salvaria de morir ofegats, a la qual cosa va contestar: Abans de salvar de ser castigat a un sol de tots ells, prefereixo que Déu m'ofegui.

## Retorn
Tervel va decidir restaurar Justinià i es va presentar amb 50.000 guerrers davant de Constantinoble, abans que Tiberi III conegués tanmateix la fugida de Justinià de Fanagòria, a canvi Justinià li prometia la mà de la seva filla Anastàsia i nomenar-lo cèsar. Alguns partidaris de Justinià van introduir els búlgars a la ciutat a través dels conductes d'aigua que passaven per sota la muralla i Tiberi III va haver de fugir. Justinià fou restaurat (704). Tiberi, capturat a Apol·lònia, fou portat davant el nou emperador junt amb el seu germà Heracli; també hi fou portat Lleonci que estava captiu. Tots estaven a l'hipòdrom, Justinià va posar el seu peu a la cara dels seus rivals i els va fer escoltar les cançons de joia que el poble (que sol estar sempre amb el guanyador) cantava, i després els va fer matar.
A partir de llavors es van organitzar cossos d'informadors i executors tant a la capital com a províncies; milers de persones foren assassinades; a milers també se'ls va confiscar la propietat per pagar el que s'havia promès a Tervel.

## Període de guerres
El 708 Justinià va voler recuperar els territoris cedits a Tervel a canvi del seu suport i es va iniciar la guerra. Justinià fou derrotat completament en la batalla d'Anquíal i va tornar a Constantinoble. A continuació d'aquesta derrota, els àrabs van ocupar Cilícia a l'Àsia Menor.
Ravenna es va revoltar contra l'exarca per l'antiga qüestió del concili, però hi fou enviada una expedició que la va recuperar exercint sagnants represàlies i el material espoliat fou portat a Constantinoble. El 710 el nou papa Constantí I fou cridat a Nicomèdia a presència de l'emperador. Es va produir una cordial entrevista en la qual el papa va cedir a algunes de les propostes de l'emperador, es va restaurar la bona relació i va retornar a Roma l'any següent.
No gaire després Justinià II va haver de sortir de Nicomèdia quan els àrabs van arribar fins a Calcedònia. Com que no podia derrotar els àrabs va enviar al general Esteve contra Quersonès, ciutat que l'havia tractat malament, amb una flota i l'ordre de destruir-la; els habitants van poder fugir i Esteve va matar tot el qui va trobar però només van ser uns centenars; de tornada una tempesta va destruir la flota i tots els vaixells es van enfonsar i els seus tripulants incloent Esteve, van morir.

## La revolta de Filípic
Després de sortir Esteve, els habitants de Quersonès van retornar a la seva ciutat i van proclamar emperador a Bardanes que va agafar el nom de Filípic (Philippicus o Philepicus).
Justinià va enviar una segona expedició a Quersonès sota comandament de Maure, que quan va arribar va trobar la ciutat ben defensada i fortificada; com que no gosava tornar sense haver complert les ordres de Justinià, es va passar amb tota la flota a Filípic que llavors, amb aquestes forces i les seves, es va dirigir a Constantinoble. Mentre Justinià s'havia dirigit a Sinope per estar proper del teatre d'operacions, i allí fou informat de la rebel·lió i es va dirigir a la capital per preparar la defensa però abans d'arribar va rebre la notícia de què Constantinoble ja s'havia rendit a Filípic i que el seu fill Tiberi havia estat executat.
Llavors va retornar a Sinope i mentre dubtava sobre què fer fou atacat per Elies, un antic amic i al que després havia perseguit cruelment, que el va matar el desembre del 711. Elies va tallar el cap del tirà i el va enviar a Constantinoble on va arribar el gener del 712.
Per la seva tasca de suport al cristianisme, és considerat com a sant per l'Església Ortodoxa, que el celebra el dia 14 de juliol del calendari julià, corresponent al 27 de juliol del calendari gregorià.

## Cròniques històriques
L’emperador es fortament criticat a l’obra Parastassis Síndomi Khroniké per la seva política d’oferir alts càrrecs a personatges aliens a l'antiga aristocràcia senatorial, reduint de fet les seves oportunitats. Aquest és un text del segle viii compost per diversos autors que es proclamen descendents de les antigues famílies senatorials, les que segons els mateixos autors havien transmès a través de les generacions el coneixement de com governar l'imperi, a partir de les profecies contingudes en les estàtues erigides pels primers emperadors. Durant un temps, els successius emperadors també tenien aquest coneixement, però el van perdre. Aquest fet implica que l'emperador necessita de la classe dominant tradicional per poder governar efectivament, mentre que els nouvinguts no tenien aquest coneixement.